# Tenebrionoidea
Tenebrionoidea là một siêu họ bọ cánh cứng rất lớn và đa dạng. Nó thường tương ứng với Heteromera của các tác giả trước đó.

## Phân loại
Nó chứa các họ sau:

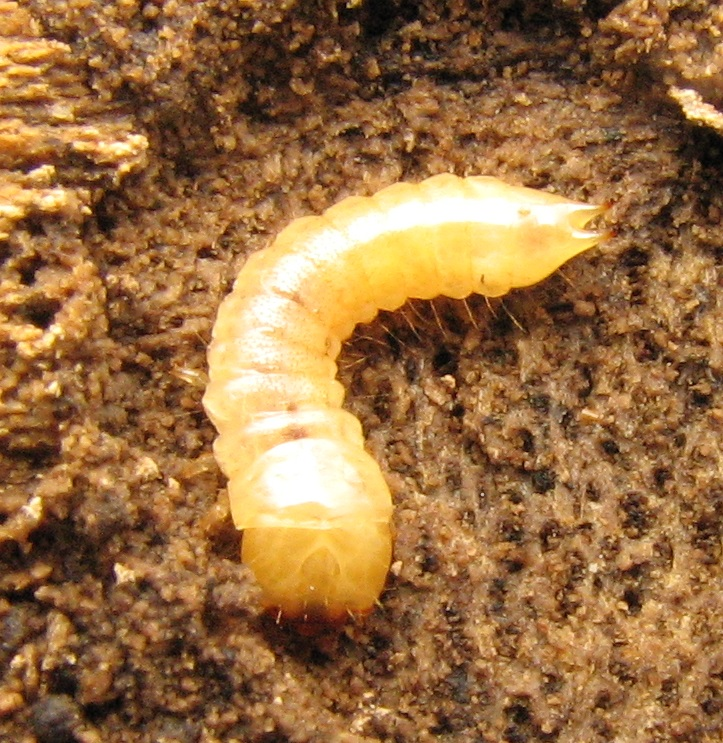
Ấu trùng Synchroa punctata

- Aderidae Winkler 1927 (bọ cánh cứng lá giống kiến)
- Anthicidae Latreille 1819 (bọ cánh cứng hoa giống kiến)
- Archeocrypticidae Kaszab 1964
- Boridae C. G. Thomson 1859
- Chalcodryidae Watt 1974
- Ciidae Leach 1819 (bọ cánh cứng cây nấm phút) (= Cisidae)
- Melandryidae Leach 1815 (bọ cánh cứng tối giả)
- Meloidae Gyllenhal 1810 (bọ cánh cứng mụn rộp)
- Mordellidae Latreille 1802 (bọ cánh cứng hoa nhào lộn)
- Mycetophagidae Leach 1815 (bọ cánh cứng nấm lông lá)
- Mycteridae Blanchard 1845
- Oedemeridae Latreille 1810 (bọ cánh cứng mụn rộp giả)
- Perimylopidae St. George 1939
- Prostomidae C. G. Thomson 1859
- Pterogeniidae Crowson 1953
- Pyrochroidae Latreille 1807 (bọ cánh cứng màu lửa, v.v)
- Pythidae Solier 1834
- Ripiphoridae Gemminger and Harold 1870 (bọ cánh cứng hình nêm) (= Rhipiphoridae)
- Salpingidae Leach 1815 (bọ cánh cứng vỏ thắt lưng hẹp, etc.)
- Scraptiidae Mulsant 1856 (bọ cánh cứng hoa giả)
- Stenotrachelidae C. G. Thomson 1859 (bọ cánh cứng sừng dài giả) (= Cephaloidae)
- Synchroidae Lacordaire 1859
- Tenebrionidae Latreille 1802 (bọ cánh cứng tối)
- Tetratomidae Billberg 1820
- Trachelostenidae Lacordaire 1859
- Trictenotomidae Blanchard 1845
- Ulodidae Pascoe 1869
- Zopheridae Solier 1834 (bọ cánh cứng sắt, bọ cánh cứng vỏ hình trụ,v.v)

## Hình ảnh

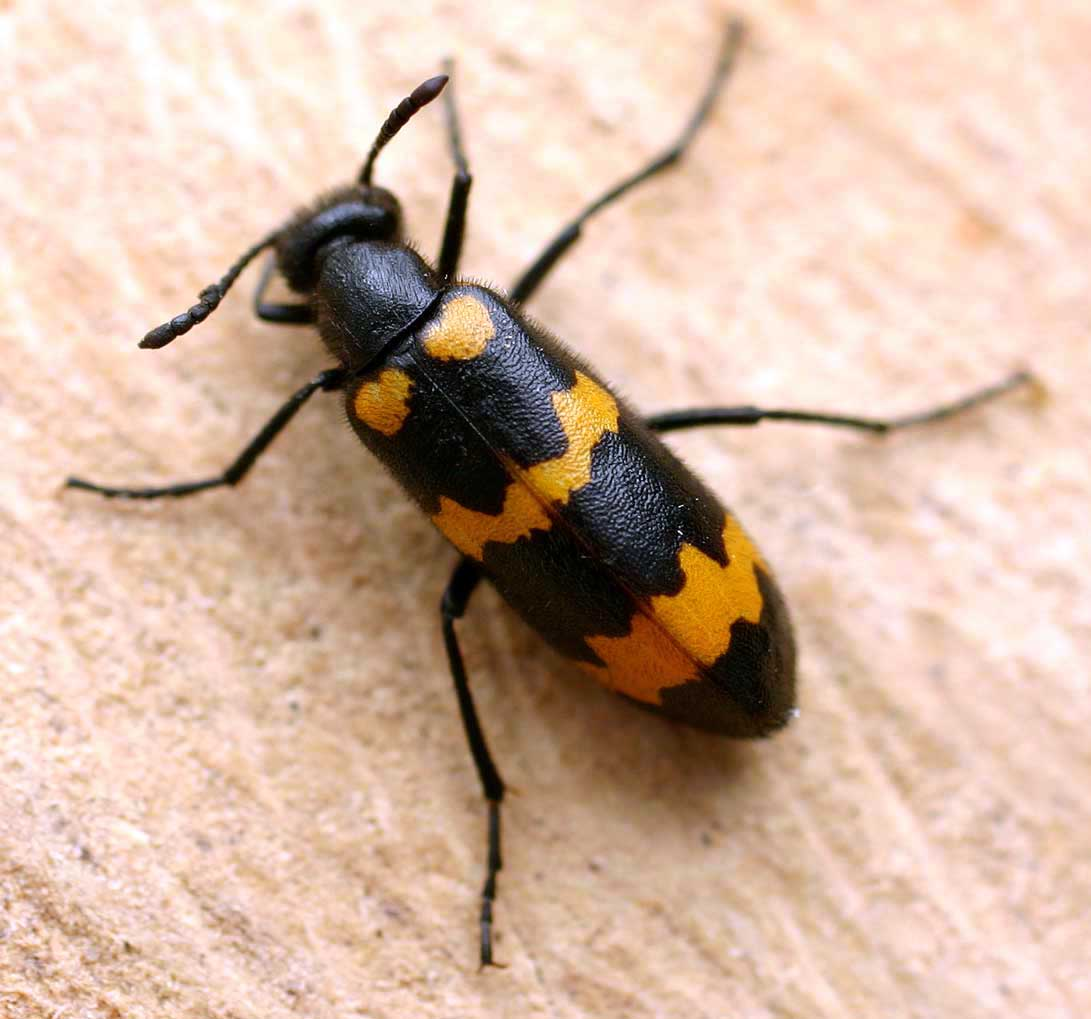
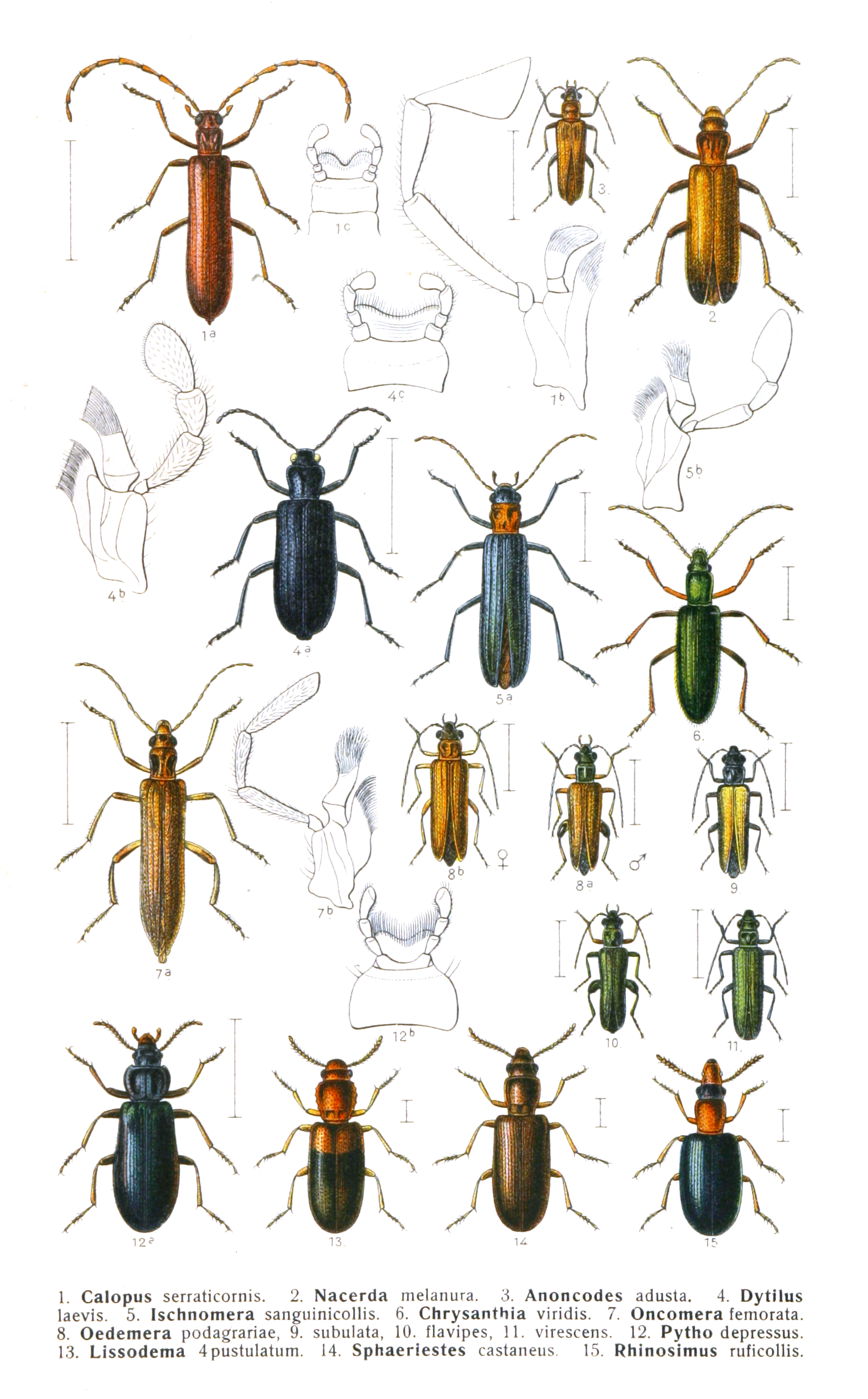